# Michail Petrowitsch Lasarew

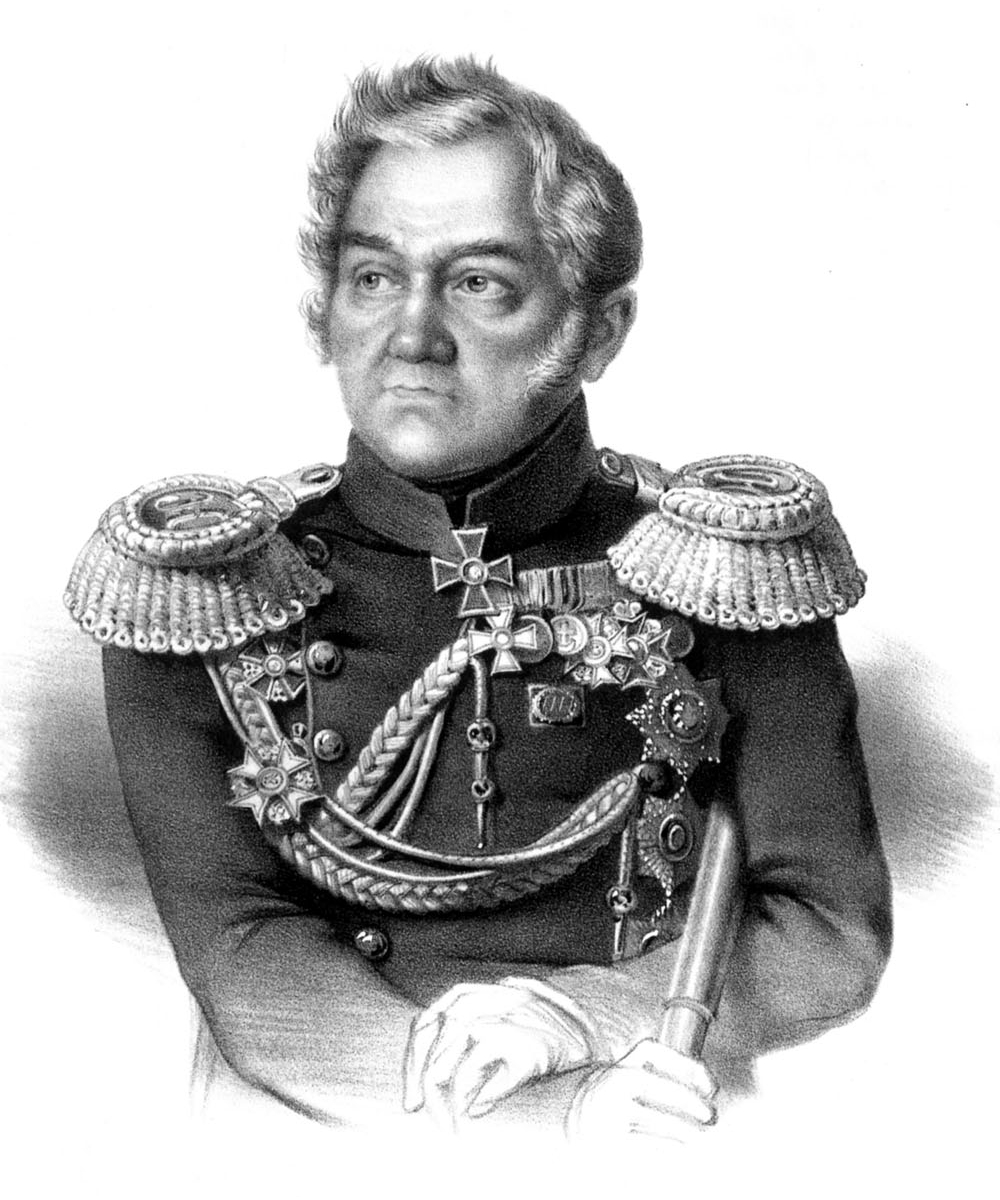
Michail Petrowitsch Lasarew

Michail Petrowitsch Lasarew (russisch Михаил Петрович Лазарев, wiss. Transliteration Michail Petrovič Lazarev; * 3.jul. / 14. November 1788greg. in Wladimir; † 11.jul. / 23. April 1851greg. in Wien) war ein Admiral der russischen Marine.

## Leben
Nach Abschluss der Kadettenschule absolvierte er von 1803 bis 1808 ein Praktikum bei der britischen Flotte. Nach seiner Rückkehr diente er in der russischen Baltischen Flotte. Von 1813 bis 1816 unternahm er mit der Suworow seine erste Weltreise, auf der er das nach seinem Schiff benannte Atoll Suwarrow entdeckte.
Während der ersten russischen Antarktisexpedition von 1819 bis 1821 unter der Leitung von Bellingshausen, in deren Verlauf der antarktische Kontinent entdeckt wurde, war Lasarew der Kommandant der von Iwan Kurepanow gebauten Sloop Mirny. Bereits ein Jahr nach seiner Rückkehr unternahm Lasarew von 1822 bis 1825 mit der Fregatte Kreisser seine dritte Weltreise. Als Kommandant des Linienschiffs Asow zeichnete er sich 1827 bei der Seeschlacht von Navarino gegen die Türken und Ägypter aus und wurde zum Konteradmiral ernannt.
Von 1833 bis zu seinem Tod war Lasarew Befehlshaber der russischen Schwarzmeerflotte und Schwarzmeerhäfen sowie Militärgouverneur von Sewastopol und Nikolajew. Inzwischen zum Vizeadmiral ernannt, landete er mit russischen Truppen im September 1838 in der Zemes-Bucht und erbaute dort eine Festung, aus der später die Hafenstadt Noworossijsk hervorging. Seine Ernennung zum Admiral erfolgte 1843.
Lasarew wurde nach seinem Tod in der Wladimirkathedrale in Sewastopol beerdigt.

## Würdigung

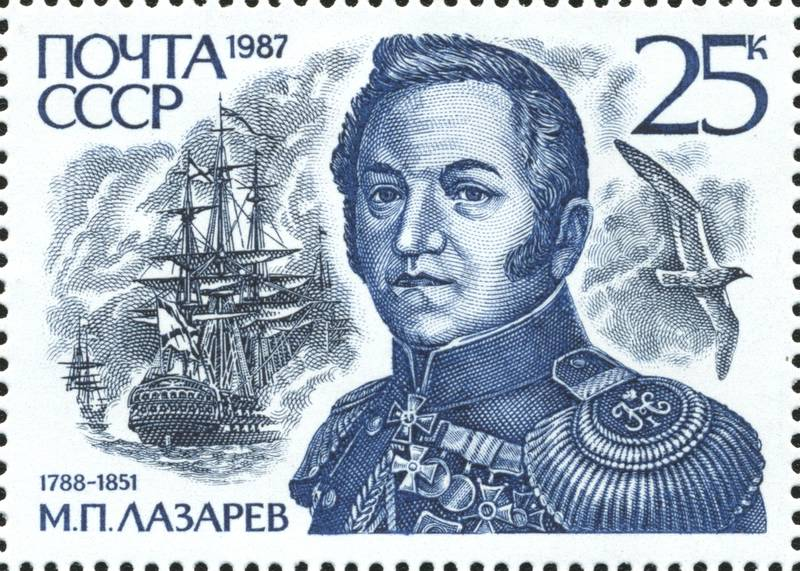
Sowjetische Briefmarke (1987)

Mehrere geographische Orte wurden nach Lasarew benannt, darunter ein zum Tuamotu-Archipel gehörendes Atoll im Südpazifik (heutiger Name Mataiva), eine Insel im Aralsee, eine Bucht und ein Hafen im Japanischen Meer, ein Randmeer des Südlichen Ozeans vor dem Königin-Maud-Land (Lasarew-See) sowie ebenfalls im Königin-Maud-Land das Lasarew-Schelfeis, eine Bucht zwischen der Alexander- und der Rothschild-Insel in der Bellingshausen-See (Lasarew-Bucht) sowie das Lasarew-Gebirge im nördlichen Viktorialand in der Antarktis. Ferner gehören dazu auch die Lazarew-Küste der antarktischen Peter-I.-Insel, der Lazarev Seamount in der Scotiasee, die Lasarew-Kuppel im Königin-Maud-Land, der Lazarev Trough vor der Clarie-Küste des ostantarktischen Wilkeslands und Lazarev Island vor der Südküste Südgeorgiens.